# Jan van Gestel
Jan van Gestel (Hooge en Lage Mierde, 5 januari 1961) is een voormalig Nederlands voetballer. De linksbenige verdediger kwam in de Eredivisie uit voor Willem II, FC Twente, Helmond Sport en EVV Eindhoven.
Van Gestel kwam uit de jeugd van Willem II en werd in 1979 naar het eerste elftal overgeheveld. In oktober 1980 veroorzaakte hij met een sliding een dubbele beenbreuk bij tegenstander Hans Kraay jr. van Excelsior. Na een onderzoek besloot de KNVB hem echter niet te bestraffen.
In maart 1982 verruilde Van Gestel Willem II voor FC Twente, waar hij de opvolger werd van linksback Romeo Zondervan. Zijn periode bij Twente was geen succes. Van Gestel belandde op de reservebank en Twente degradeerde in 1983. In het seizoen 1983/84 was hij langdurig geblesseerd en kwam hij tot slechts acht competitiewedstrijden. Nadat Twente in 1984 dankzij een tweede plaats gepromoveerd was, werd Van Gestel verhuurd aan Helmond Sport. Deze ploeg nam hem later over. In 1986 vertrok Van Gestel naar EVV Eindhoven. In 1990 beëindigde hij bij deze club zijn loopbaan.
Na zijn voetbalcarrière volgde Van Gestel een opleiding tot sportmasseur en was hij als verzorger vanaf 2003 bij RBC Roosendaal en vanaf 2012 bij NEC Nijmegen werkzaam.